# Aage Winther-Jørgensen
Aage Winther-Jørgensen, född 16 maj 1900 i Köpenhamn, död 10 april 1967, var en dansk skådespelare.

## Filmografi (urval)
- 1935 – Det gyldne smil
- 1946 – Sagan om elddonet
- 1951 – Samhällets hyenor
- 1953 – Sedlighetspolisen ingriper
- 1958 – Kvinnlig spion 503
- 1961 – Duellen